# ヤマトタカハシ
ヤマトタカハシ株式会社は、福井県敦賀市に本社を置く、昆布の加工食品専門メーカーである。ここでは、同社が運営した昆布館（こんぶかん）の解説も行う。

## 沿革
- 1949年（昭和24年）7月 - 昆布を中心とした海産物の卸業として「株式会社高橋商店」として設立[1]。
- 1954年（昭和29年） - 昆布加工場の稼働を開始。
- 1963年（昭和38年）5月 - 本社屋が敦賀市に完成。
- 1970年（昭和45年） - 昆布加工製品の充実化を図るため敦賀工場の増設を実施。
- 1982年（昭和57年）4月 - 北海道亀田郡七飯町（道の駅なないろ・ななえの向かい側）に函館工場を開設。
- 1987年（昭和62年）
  - 4月 - CI（コーポレートアイデンティティ）を制定し、社名を「ヤマトタカハシ株式会社」に改称する。
  - 6月 - 本社・敦賀工場内に「ヤマトタカハシ 敦賀昆布館」という企業博物館を開設する。
- 1993年（平成5年） - 函館工場を増設し、「ヤマトタカハシ 北海道昆布館」（企業博物館）を開設する。
- 2020年（令和2年）
  - 4月24日 - 新型コロナウイルスの感染拡大により、「ヤマトタカハシ 北海道昆布館」が休館となる[2]。
  - 8月31日 - 「ヤマトタカハシ 北海道昆布館」を閉館する[2][3][4]。
- 2022年（令和4年）
  - 2月14日 - 新型コロナウイルスの感染拡大により、「ヤマトタカハシ 敦賀昆布館」が休館となる[5]。
  - 5月31日 - 「ヤマトタカハシ 敦賀昆布館」を閉館する[6]。
  - 6月1日 - 会社分割により、わたやグループの駒屋（福井市）に事業を承継[7][8]。体制を見直し[9]。

## 主な商品
ここでは「ヤマトタカハシ 商品紹介」に記載されたものを一部紹介する。なお、ヤマトタカハシではひじきの商品も扱っている。
- 味付け昆布
- とろろ昆布
- 昆布シート
- だし昆布
- 根昆布
- 厳選昆布

## 昆布館
ヤマトタカハシが運営した企業博物館。敦賀昆布館は1987年に、北海道函館昆布館は1993年にそれぞれ開設された。しかし、新型コロナウイルスの感染拡大により、北海道函館昆布館は2020年8月31日に、敦賀昆布館は2022年5月31日にそれぞれ閉館した。
敦賀昆布館
- 「ヤマトタカハシ 敦賀昆布館」を参照。

北海道昆布館
- 敦賀館と同様に昆布製品や昆布を使った調味料や菓子などの昆布関係のオリジナル製品を販売し、昆布ミュージアムでは昆布の生態について学ぶことや昆布館オリジナルの映画の視聴や昆布製品の生産工場の見学ができた。
- 閉館後、同館で取り扱っていた製品は向かいにある道の駅なないろ・ななえにて販売を再開している[11]。